# Sturnira luisi
Sturnira luisi es una especie de murciélago de la familia Phyllostomidae.

## Distribución geográfica
Se encuentra en Colombia, Costa Rica, Ecuador, Panamá y Perú.